# Ranunculus trichophyllus
Ranunculus trichophyllus es una planta acuática de la familia de las ranunculáceas.

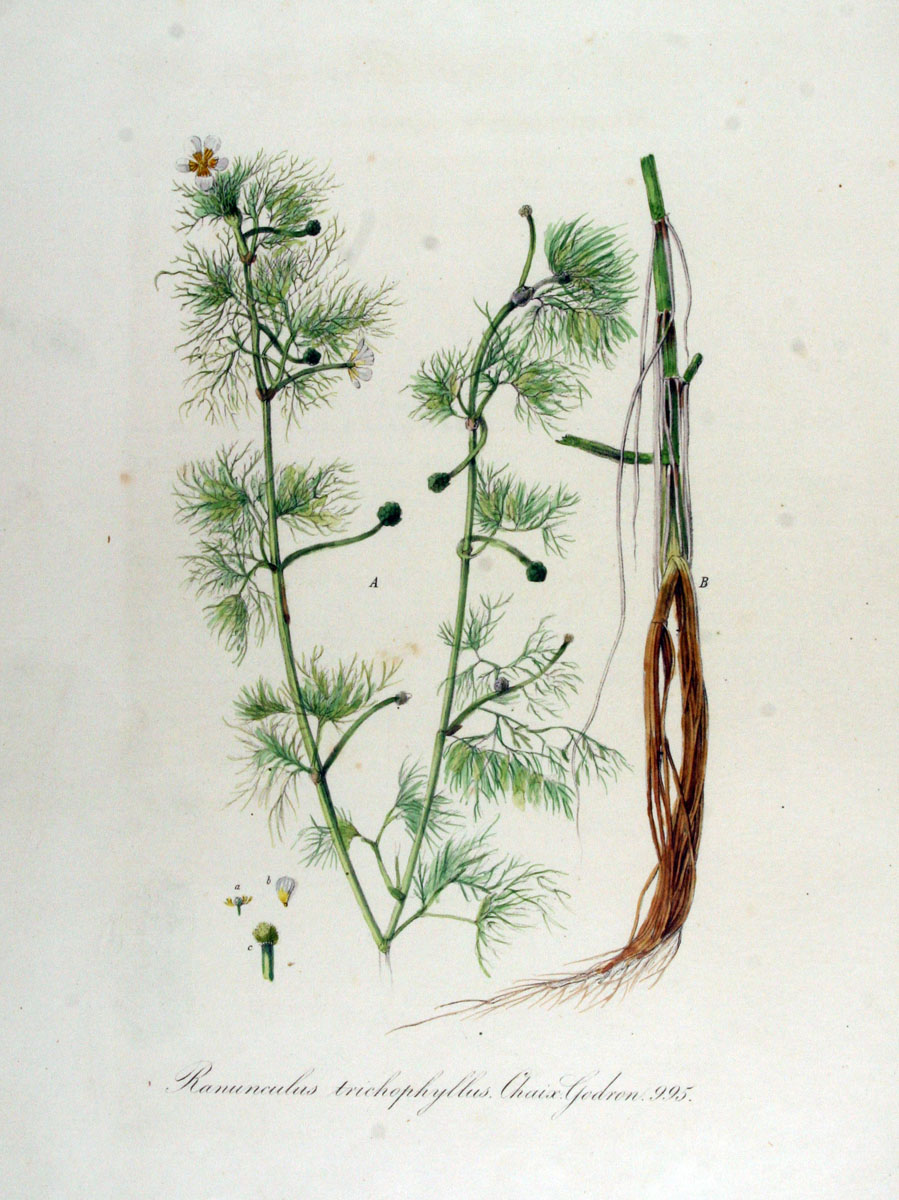
Ilustración

## Caracteres
Planta acuática que difiere de Ranunculus circinatus en sus segmentos foliares, en diferentes planos y raramente de más de 4 cm de largo. Flores pequeñas, normalmente de 8-10 mm de diámetro; pétalos raramente de más de 5 mm de largo, ampliamente espaciados y sin tocarse; nectarios en forma de luna. Florece en primavera.

## Hábitat
Estanques, acequias, manantiales y ríos lentos.

## Distribución
Toda Europa. 

## Taxonomía
Ranunculus trichophyllus fue descrita por Chaix ex Vill. y publicado en Histoire des Plantes de Dauphiné 1: 335. 1786.
Citología
Número de cromosomas de Ranunculus trichophyllus (Fam. Ranunculaceae) y táxones infraespecíficos: 2n=28
Etimología
Ver: Ranunculus
trichophyllus: epíteto latino que significa "con hojas vellosas".
Sinonimia
- Batrachium diversifolium Min.
- Ranunculus aquatilis var. capillaceus (Thuill.) DC.
- Ranunculus aquatilis var. trichophyllus (Chaix ex Vill.) A. Gray
- Ranunculus radians Regel

subsp. eradicatus (Laest.) C.D.K.Cook
- Batrachium eradicatum (Laest.) Fr.
- Batrachium trichophyllum var. paucistamineum (Tausch) Hand.-Mazz.
- Batrachium trichophyllum f. terrestre (Gren. & Godr.) Hand.-Mazz.
- Ranunculus aquatilis var. eradicatus Laest.
- Ranunculus confervoides Fr.
- Ranunculus eradicatus (Laest.) Johans.
- Ranunculus lutulentus Songeon & E.P.Perrier
- Ranunculus lutulentus Perrier & Song.
- Ranunculus trichophyllus var. eradicatus (Laest.) W.B.Drew
- Ranunculus trichophyllus var. terrestris Gren. & Godr.[5]

## Nombres comunes
- Castellano: cancel de las ninfas, hierba lagunera, milenrama acuática, yerba lagunera.[6]